# وارتون (ویرجینیای غربی)
وارتون (به انگلیسی: Wharton) یک منطقهٔ مسکونی در ایالات متحده آمریکا است که در شهرستان بونی، ویرجینیای غربی واقع شده‌است.